# Grant Irvine
Grant Irvine (ur. 17 marca 1991 w Brisbane) – australijski pływak, specjalizujący się w stylu motylkowym.
Brązowy medalista mistrzostw świata na krótkim basenie ze Stambułu (2012) w sztafecie 4 × 100 m stylem zmiennym.